# Manoir de Malet (Saint-Paul, Savoie)
Le manoir de Malet est une ancienne  petite gentilhommière, du XVIe siècle, centre de la seigneurie de Malet, dont les vestiges se dressent sur la commune de Saint-Paul dans le département de la Savoie. En 1907, il n'est plus qu'une ferme.

## Histoire
La seigneurie et la gentilhommière de Malet sont la possession, au XVIe siècle de la famille noble des de La Portes, seigneurs de Malet et Saint-Paul.
En 1540 y habite noble Claude de La Porte, seigneur de Malet, condamné à mort par décapitation à Chambéry, le 9 septembre 1557 pour le meurtre de maître Nicolas Dapponex, arquebusé, avec la complicité de ses frères et de sa femme, lors de sa traversée du col du Chat. Le jugement prévoit qu'il soit décapité, son corps coupé en quatre quartiers, l'un pendu aux fourches patibulaires de Yenne, deux aux portes de Chambéry, et le dernier dont la tête au col du Chat.. Sa femme, Marie de Lucinge, quoique complice, se remaria peu après avec Antoine de Seyssel, vicomte de Choisel, à qui elle apporte la seigneurie de Malet.
Le 16 décembre 1680, vient mourir en sa maison forte de Malet, Aynard de Seyssel, vicomte de Choisel, ancien officier, retiré précédemment au château de Choisel . 
En 1907, la maison n'est plus qu'une ferme appartenant à famille Dognin, originaire de Saint-Paul.